# Jungermannia
Jungermannia là một chi rêu trong họ Jungermanniaceae.